# Qàlat al-Madiq
Qàlat al-Madiq (àrab: قلعة المضيق, Qalʿat al-Maḍīq) fou una fortalesa siriana, famosa per haver estat la primera que va caure (encara que per poc temps) en mans dels ismaïlites.
Des del 28 d'octubre de 1096 el govern de la fortalesa estava en mans de Khàlaf ibn Mulàïb, antic governador d'Homs, com a vassall fatimita, després que la població expulsés al delegat de Ridwan. El 1103 el dai ismaïlita de Síria, al-Hakim al-Munadjdjim, va morir i el va succeir Abu Tahir al-Saigh, que no va trigar a enfrontar-se a Khalaf que defensava una tendència ismaïlita diferent (probablement era mustalita). Un sicari ismaïlita va matar Khalaf el 3 de febrer de 1106 i un cap ismaïlita fidel a Abu-Tàhir, de nom Abu-l-Fat·h, resident a Afamiya però natiu de Sarmin prop d'Alep, es va apoderar llavors de la ciutat. Abu-Tàhir va arribar uns dies després i en va prendre possessió.
Però els croats (Tancred d'Antioquia) aliats a Mussa ibn Mulàïb, germà de Khàlaf, van decidir atacar la ciutat. Abu-l-Fat·h va aguantar el primer setge amb suport dels senyors de Shayzar i d'Hama i Tancred es va retirar després de cobrar un tribut però va prometre a Musa que tornaria, i ho va fer i va conquerir finalment la ciutat el 14 de setembre de 1106. Abu-l-Fat·h i altres tres caps ismaïlites foren executats però Abu-Tàhir, fet presoner, va comprar la seva llibertat i va marxar a Alep.
Es compon de 40 municipis amb una població col·lectiva de 85.597 el 2004.